# HD130156
HD130156 — хімічно пекулярна зоря спектрального класу A3, що має видиму зоряну величину в смузі V приблизно  9,2.
Вона  розташована на відстані близько 1048,7 світлових років від Сонця.